# Гришечкін Микола Андрійович
Мико́ла Андрі́йович Гри́шечкін — солдат Збройних сил України.
Служив в часі війни у 703-му інженерному полку. В ході боїв був поранений. Станом на квітень 2015-го перебував у Самборі.

## Нагороди
За особисту мужність і героїзм, виявлені у захисті державного суверенітету та територіальної цілісності України, вірність військовій присязі під час російсько-української війни нагороджений
- орденом «За мужність» III ступеня (26.2.2015).